# Serie B 2007 (pallapugno)
La Serie B 2007 è stata la serie cadetta del campionato italiano di pallapugno maschile.

## Squadre partecipanti
Nella stagione 2007 al campionato sono state iscritte 10 squadre.
| Club        | Capitano        | Città                     |
| ----------- | --------------- | ------------------------- |
| Benese      |                 | Bene Vagienna (CN)        |
| Bormidese   |                 | Bormida (SV)              |
| Bubbio      |                 | Bubbio (AT)               |
| Don Dagnino |                 | Andora (SV)               |
| Merlese     |                 | Mondovì (CN)              |
| Nigella     |                 | San Benedetto Belbo (CN)  |
| Subalcuneo  |                 | Cuneo                     |
| Pievese     | Daniel Giordano | Pieve di Teco (IM)        |
| San Biagio  |                 | San Biagio (Mondovì) (CN) |
| Monferrina  |                 | Vignale Monferrato (AL)   |

## Prima Fase
|    | Club        | P  |
| -- | ----------- | -- |
| 1  | Nigella     | 15 |
| 2  | San Biagio  | 13 |
| 3  | Subalcuneo  | 13 |
| 4  | Benese      | 13 |
| 5  | Pievese     | 12 |
| 6  | Bormidese   | 11 |
| 7  | Don Dagnino | 4  |
| 8  | Merlese     | 4  |
| 9  | Bubbio      | 3  |
| 10 | Monferrina  | 1  |

## Seconda Fase
|   | Club       | P  |
| - | ---------- | -- |
| 1 | San Biagio | 29 |
| 2 | Subalcuneo | 29 |
| 3 | Pievese    | 26 |
| 4 | Nigella    | 21 |
| 5 | Bormidese  | 17 |
| 6 | Benese     | 14 |

|    | Club        | P  |
| -- | ----------- | -- |
| 7  | Don Dagnino | 16 |
| 8  | Merlese     | 10 |
| 9  | Bubbio      | 7  |
| 10 | Monferrina  | 3  |

## Fase Finale

### Spareggi play-off
| Nigella   | Don Dagnino | 11-2 |
| Bormidese | Benese      | 11-4 |

| Nigella | Bormidese |  |

### Finali Scudetto
| Squadra 1  | Squadra 2 | Andata | Ritorno | Spareggio |
| ---------- | --------- | ------ | ------- | --------- |
| San Biagio |           |        |         |           |
| Subalcuneo | Pievese   |        |         |           |

| Squadra 1  | Squadra 2 | Andata | Ritorno |
| ---------- | --------- | ------ | ------- |
| San Biagio | Pievese   |        |         |

## Squadra Campione
Pievese
- Battitore: Daniel Giordano
- Spalla:
- Terzini: